# 1998 SS143
1998 SS143 är en asteroid i huvudbältet som upptäcktes den 18 september 1998 av den belgiske astronomen Eric W. Elst vid La Silla-observatoriet.
Asteroiden har en diameter på ungefär 4 kilometer och den tillhör asteroidgruppen Koronis.